# Turkuci
Turkuci (tur. Türküt, chiń. 突厥 – w transkrypcji hanyu pinyin Tūjué) albo Turcy (tur. Türk) – lud będący eponimem wszystkich ludów tureckich, który w latach 552–744, z okresowymi przerwami, stanowił dominującą potęgę na terenach dzisiejszej Mongolii, południowej Syberii i Azji Środkowej.

## Nazwa i tożsamość etniczna

### Nazwa
W inskrypcjach z doliny Orchon gol, zapisanych przez Turkutów stworzonym przez nich samych tzw. pismem orchońskim, nazywają oni siebie „ludem Turków” - „Türk Budun”. W starszych inskrypcjach słowo jest zapisywane z użyciem litery [k], która zgodnie z regułami wymowy powinna być czytana z poprzedzającą lub następującą samogłoską „ü” lub „ö”. Stąd można czytać „Türkü” lub „Türük”, albo mniej prawdopodobnie „Türkö” lub „Türök”. W późniejszych inskrypcjach ta szczególna wymowa zanika i słowo przybiera formę „Türk”. Chińczycy zapisywali nazwę Turkutów za pomocą znaków 突厥, w transkrypcji hanyu pinyin „Tūjué”. Jest to chińska transkrypcja słowa „Türküt”.  Końcówka liczby mnogiej „üt” jest częsta w języku mongolskim, rzadka w starotureckim. Ta forma liczby mnogiej może mieć także charakter sogdyjski lub być zapożyczona z innego języka irańskiego. Według „Księgi Sui” wyraz „Türk” w języku Turkutów oznacza „hełm”. Jest to jednak etymologia ludowa i nie jest znana turecka forma „Türk”, oznaczająca „hełm”. W odmianie sakijskiego używanej w Chotanie istniało jednak słowo „tturakä”, oznaczające „pokrywę”, tj. zbliżone pod względem znaczenia do „hełmu”. Później sami Turkuci skojarzyli swoją nazwę  z tureckim „Türk” - „w kwiecie wieku”, „silny”, „mocny”.
Ponieważ w skład konfederacji utworzonej przez Turkutów wchodziła większość plemion tureckich, a ponadto uzyskały one samoświadomość z chwilą powstania języka pisanego, który był językiem „Türk”, zaczęły one nazywać same siebie lub być nazywane właśnie Turkami. W ten sposób nazwa „Turcy” została przeniesiona na wszystkie ludy tureckie. Ponieważ określa się nią obecnie także lud turecki zamieszkujący w Anatolii (zobacz: Turcy), dla odróżnienia tych trzech grup etnicznych w stosunku do pierwotnych Turków używa się często nazwy „Turkuci”, utworzonej od formy „Türküt”, a nie „Türk”. Tak też przyjęto w niniejszym artykule.

### Pochodzenie i tożsamość etniczna
Informacje dotyczące pochodzenia Turkutów, jakie zachowały się w chińskich źródłach, są sprzeczne i trudne do interpretacji. Najstarsze źródło, „Księga Zhou”, notuje dwie tradycje. Według pierwszej z nich Turkuci wywodzili się z Xiongnu, co może jednak w tym przypadku być tylko ogólnym określeniem północnych ludów koczowniczych. Według drugiej przodkowie Turkutów wywodzili się z państwa So, leżącego na północ od Xiongnu, które było wiązane z ludem Tuoba. Natomiast w „Księdze Sui” Turkuci są określeni jako przemieszani Hu z Pingliang (w dzisiejszym Gansu), co jednak niewiele wyjaśnia, gdyż „Hu” może oznaczać albo ogólnie „barbarzyńców”, albo w szczególności Sogdyjczyków. Także trzy posiadane przez nas wersje legendy o narodzinach Turkutów istotnie różnią się pomiędzy sobą. W dwóch z nich jednak Turkuci mają się wywodzić od wilczycy, a jedna z nich wiąże ją z Koczo w Kotlinie Turfańskiej. Nazwa rodu rządzącego Turkutów, „Aszyna”, jest pochodzenia sogdyjskiego i najczęściej jest rozumiana przez uczonych jako „niebieski”. Takie jej odczytanie dobrze współgra z faktem, że w swoich inskrypcjach Köl-tegin i Bilge-kagan (716 – 734) określają się jako „Kök Türk” – Turcy Niebiescy. Należy także zauważyć, że większość znanych nam imion chanów Turkutów nie ma charakteru tureckiego. W sumie „trudna do uniknięcia wydaje się konkluzja, że Turcy, per se, mieli silne powiązania – jeśli ostatecznie stamtąd nie pochodzili – z Irańsko-Tocharskim Wschodnim Turkiestanem”.
Według „Księgi Sui”, kiedy w roku 439 cesarz Północnej dynastii Wei Taiwu (424 – 452) podbił Północne Liang, zamieszkujący je Aszyna wraz pięciuset rodzinami uciekli do Rouranów, dla których odtąd wydobywali żelazo i pracowali jako kowale. Były to umiejętności, które trudno było nabyć, prowadząc koczownicze życie na stepach. W sumie zatem przynajmniej ród rządzący Turkutów, Aszyna, był grupą imigrantów, która  przybyła do południowej Syberii - północnej Mongolii, gdzie wówczas znajdujemy główne skupisko ludów tureckich. Należy także zauważyć, że źródła chińskie wymieniają kilka grup Turkutów. Wspomina się w nich o „Baifu Tujue” (Biało Ubranych Turkutach), „Huangtou Tujue” (Żółtogłowych Turkutach), „Muma Tujue” (Turkutach Narciarzach, dosłownie: Drewniano-Konnych) i „Niuti Tujue” (Turkutach Wołokopytnych). Ci ostatni mieli być ludem północnym, zamieszkującym bardzo zimny kraj i posiadać ludzkie ciała, ale stopy wołu. Ich istnienie potwierdza także źródło tybetańskie, co wskazuje na to, że mimo fantastycznych tradycji na ich temat byli oni rzeczywistym, a nie legendarnym ludem, zamieszkującym być może regiony arktyczne, gdzie  należy sytuować także Turkutów Narciarzy. Wydaje się, że te ludy mieszkały w lasach i nie brały udziału w głównym nurcie politycznego życia Turkutów, być może w ogóle nie znajdując się pod władzą kagana. Mimo iż w źródłach Turkuci nieodmiennie opisywani są jako koczownicy, wydaje się czymś rozsądnym założyć, iż również część pozostałych Turkutów była mieszkańcami lasów i tylko politycznie i społecznie aktywna górna warstwa społeczeństwa czerpała pożytki z gospodarki pastoralnej.

## Historia polityczna

### Pierwszy kaganat turecki

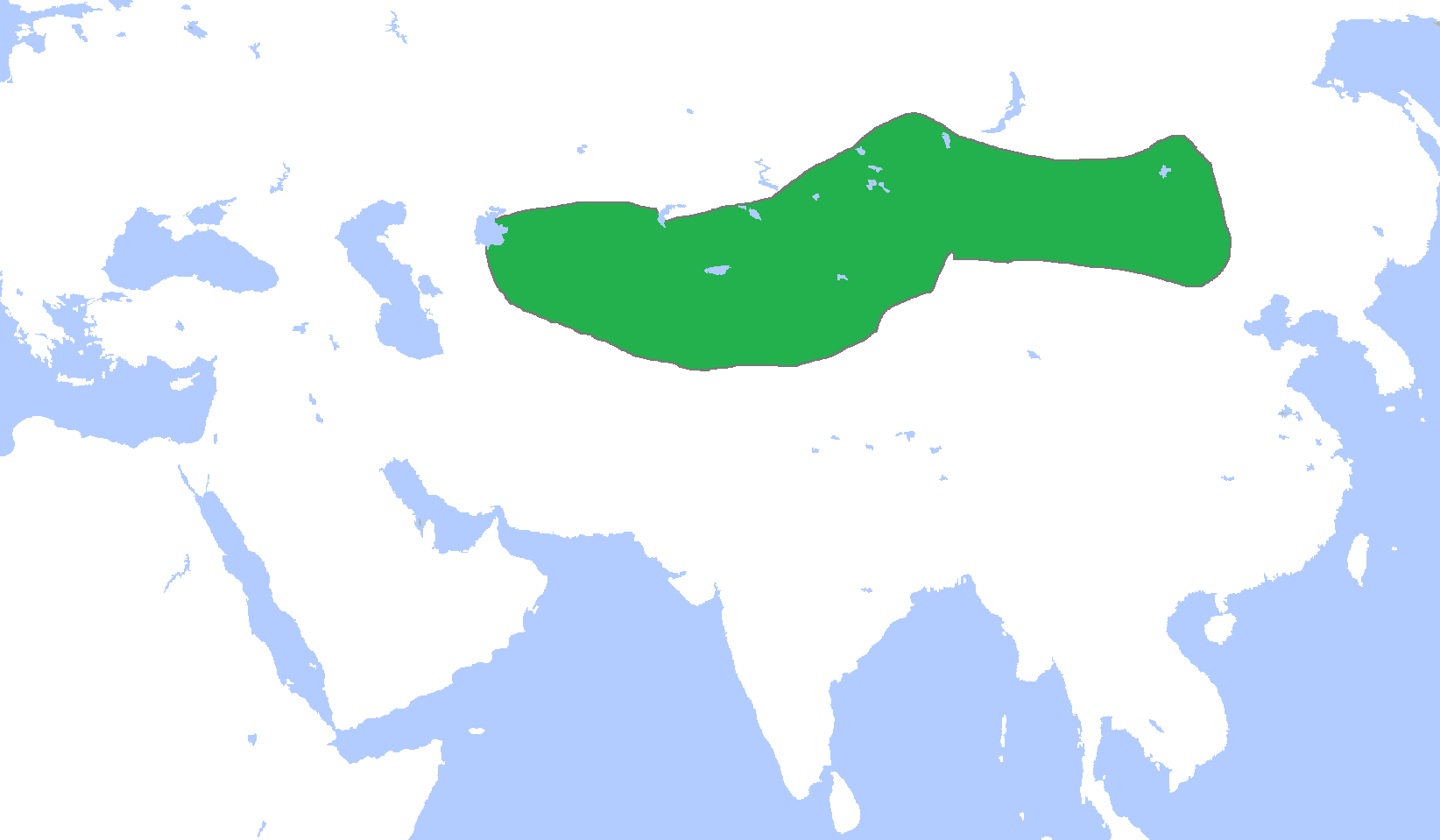
Kaganat Turkutów za panowania Mugana

W roku 546 konfederacja plemienna Tiele, wchodząca w skład kaganatu Rouranów, podniosła przeciwko nim bunt, który został stłumiony w zarodku przez wodza Turkutów, Bumyna (552). W nagrodę za swój akt lojalności poprosił on kagana Rouranów, Anagui (520 – 552), o rękę jego córki, która została mu jednak odmówiona ze względu na poniżające w oczach koczowników zajęcie Turkutów – wytapianie żelaza. Po tym afroncie Bumyn zbuntował się przeciwko Rouranom i odniósł nad nimi całkowite zwycięstwo. Anagui popełnił samobójstwo, zaś Bumyn przyjął tytuł kagana, tym samym przejmując władzę nad imperium Rouranów. Bumyn zmarł niedługo po swoim zwycięstwie, zaś dzieła zniszczenia Rouranów dokończył jego syn i następca, Mugan-kagan (553 – 572). Mugan w trakcie swojego panowania dokonał całej serii militarnych podbojów, na wschodzie pokonując Kitanów, na północy podporządkowując sobie Kirgizów, a na zachodzie Heftalitów. W rezultacie państwo Turkutów rozciągało się od Pacyfiku do Jeziora Aralskiego i Jeziora Bajkał na północy. Według „Księgi Zhou” Mugan podporządkował sobie „wszystkie kraje poza Chinami”.
Istnieją świadectwa, że od samego początku kaganat Turkutów miał charakter do pewnego stopnia dualistyczny. Wielki kagan Mugan rządzący jego wschodnią częścią ze „świętego kraju Ötüken”, nad brzegami  Orchonu i Selengi w północnej Mongolii, sprawował najwyższą władzę, podczas gdy jego wuj, brat Bumyna Istemi (552 – ok. 575), rządził zachodnią częścią, używając tytułu jabgu. Prawdopodobnie to właśnie Istemi zawarł przymierze z  szachem Chosrowem (531 – 579) z dynastii Sasanidów i w latach 557 – 561 wspólnie z nim zniszczył Heftalitów. W roku 565 sojusznicy podzielili się ich terytorium – Sasanidom przypadła Baktria, zaś Turkutom Sogdiana. Wkrótce jednak pomiędzy Turkutami a Iranem doszło do rozdźwięków na tle handlu jedwabiem. Wydaje się, że zajmujący się nim Sogdyjczycy, którzy byli nowymi poddanymi Turkutów, dążyli do utrzymywania bezpośrednich kontaktów z perskimi konsumentami, a nawet obcymi kupcami, na co Persowie nie mogli się zgodzić, gdyż tracili wtedy korzyści wynikające z pośredniczenia w tym handlu. W rezultacie już w roku 569 Istemi uderzył na Iran, wcześniej nawiązując stosunki z Cesarstwem Bizantyńskim, z którym zawarł sojusz. Ten ostatni  nie przetrwał jednak śmierci Istemiego. Jego następca, Tardu (ok. 576 – 603), zaatakował bowiem bizantyńskie faktorie na Krymie.
Różnice pomiędzy Turkutami Wschodnimi i Zachodnimi pogłębiły wydarzenia po śmierci kagana Taspara (572 – 581). O sukcesję po nim walczyli Niwar (581 – 587) i  Dalobian, znany bardziej pod swoim tytułem Apa-kagan, wnukowie Bumyna z dwóch różnych synów. Apa sprzymierzył się z Tardu i prawdopodobnie pokonałby Niwara, gdyby ten nie otrzymał pomocy od swojego teścia, założyciela dynastii Sui Wendi (581 – 604). W tej sytuacji Apa zwrócił się przeciwko swojemu dotychczasowemu sprzymierzeńcowi, Tardu, który musiał poszukać schronienia na dworze cesarstwa Sui. W rezultacie w roku 583 Apa ustanowił państwo Zachodnich Turkutów. W roku 587 wpadł on w ręce następcy Niwara, Chuluohou (587 – 588), i pod jego nieobecność kaganem Zachodnich Turkutów został wybrany Nili (587 – ok. 604).
O Nili wiadomo bardzo niewiele, ale podczas jego panowania Turkuci byli bardzo aktywni na froncie irańskim. W roku 588 stoczyli pod Heratem bitwę z armią dowodzoną przez Bahrama Czobina, dowódcą Hormizda IV (579 - 590). Według armeńskiego historyka Sebeosa strzała wystrzelona przez samego Bahrama zabiła „Wielkiego Króla Turków”. Mógł nim być sam Chuluohou, który według „Księgi Sui” zginął trafiony strzałą podczas kampanii na Zachodzie. Nie zahamowało to jednak aktywności Turkutów, którzy wkrótce poparli ostatecznie nieudaną rewoltę Bahrama Czobina przeciwko Chosrowowi II (590 – 628).
W roku 594 Tardu pojawił się ponownie, tym razem u boku kagana Wschodnich Turkutów, Yongyulü (588 – 599). Kiedy ten zginął, Tardu sam ogłosił się kaganem, jednak jego próba narzucenia swojej władzy wszystkim Turkutom nie powiodła się. Wybuchło powstanie szeregu plemion, w tym Tiele, i w roku 603 Tardu musiał uciekać i nigdy więcej już o nim nie usłyszano. Jednakże „pęknięcie pomiędzy zachodnimi i wschodnimi Turkami, które sprowokował on swoimi inkursjami począwszy od roku 581, stało się definitywne”.

### Kaganat wschodni i zachodni

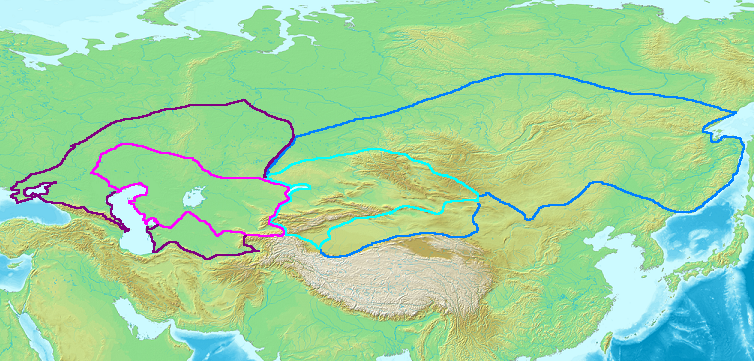
Kaganat wschodni i zachodni

Od początku istnienia kaganatu Turkutów kluczową rolę w jego polityce odgrywały stosunki z Chinami. Początki państwa Turkutów przypadły na okres rozbicia północnych Chin po upadku Północnej dynastii Wei w roku 535 i takim kaganom jak Mugan czy Taspar udawało się w zamian za zaprzestanie ciągłych najazdów wymusić na chińskich państwach tysiące zwojów jedwabiu w formie faktycznego trybutu. Jak jednak widzieliśmy, gdy Chiny zjednoczyły się pod rządami dynastii Sui, były w stanie odgrywać decydującą rolę w walce o władzę wśród Turkutów. W latach 616 – 621 Chiny były jednak ponownie w stanie wojny domowej. Walczącego o tron cesarski przyszłego założyciela dynastii Tang Li Yuana (618 – 626) popierał wygnany kagan Zachodnich Turkutów, Heshana-kagan (604 – 612), który w 612 roku znalazł schronienie na dworze Sui. Ale był on tylko emigrantem, nie mogącym udzielić znaczącego wsparcia, toteż Li Yuan, szukając silniejszego sojusznika, wydał go jego śmiertelnemu wrogowi, kaganowi Wschodnich Turkutów Shibi (609 – 619), który skazał Heshana-kagana na śmierć.
Kolejny władca Wschodnich Turkutów, El-kagan (620 – 630), „zdołał niemal przywrócić dawną potęgę wschodnich Turków i zagroził nawet chińskiej stolicy, Chang’anowi”(dzis. Xi’an). Nowy cesarz Taizong (627 – 649) okazał się jednak trudnym do pokonania przeciwnikiem. Jednym z elementów jego strategii było dalsze pogłębianie rozdźwięku pomiędzy Turkutami Wschodnimi i Zachodnimi, z których kaganem, Tong Jabgu (618 – 630), zawarł sojusz. Skorzystanie z niego nie okazało się jednak potrzebne. Wykorzystując wewnętrzne podziały wśród Wschodnich Turkutów w roku 630, Taizong pokonał El-kagana i wziął go do niewoli, w której ten zmarł w roku 634. W ten sposób na ponad pół wieku Wschodni Turkuci trafili pod chiński protektorat.
Ten sam bunt plemion, który spowodował obalenie władzy Tardu w roku 603, doprowadził także do śmierci kagana Zachodnich Turkutów Nili w roku 604. Zachodni Turkuci dzielili się na dziesięć plemion, nazywane On Ok – „dziesięć strzał”, które z kolei tworzyły dwa ugrupowania po pięć plemion każde – Nushibi na zachodzie i Dulu na wschodzie. Napięcia pomiędzy tymi dwiema grupami w latach 604 – 610 uniemożliwiały Zachodnim Turkutom osiągnięcie jedności i ponowne podporządkowanie sobie zbuntowanych plemion. Stopniowo jednak w latach 611 – 618 ich konfederacji udało się odbudować wewnętrzną spójność, a w roku 619 kaganowi Tong Jabgu ponownie podporządkowały się plemiona Tiele. Tong Jabgu wziął udział w wojnie bizantyńsko-perskiej, jaka toczyła się w latach 602 – 628, wspierając cesarza Herakliusza przeciwko Chosrowowi II. Osiągnął także szereg sukcesów we Wschodnim Turkiestanie. W rezultacie udało mu się rozciągnąć swoją władzę od Ałtaju do Morza Kaspijskiego i od Jeziora Aralskiego do Hindukuszu.
Ta polityka ekspansji wymagała jednak wielkiego wysiłku od poszczególnych plemion konfederacji, podczas gdy korzyści z niej czerpali przede wszystkim Nushibi, na których opierała się władza Tong Jabgu. Jednocześnie po upadku kaganatu wschodniego Chińczycy nie potrzebowali już Zachodnich Turkutów jako przeciwwagi dla niego. Taizong poparł zatem rebelię  w zachodnim kaganacie, na której czele stanęli Karłucy, ważne plemię koczujące pomiędzy Jeziorem Bałchasz a Tarbagatajem. Tong Jabgu został zamordowany przez buntowników w roku 630 i państwo Zachodnich Turkutów stało się areną walk kolejnych wodzów walczących o tytuł kagana, z których żaden nie był w stanie ostatecznie pokonać swoich przeciwników. Konfederacja On Ok rozpadła się, chociaż ugrupowania Nushibi i Dulu zachowały spójność. Wykorzystując walki pomiędzy nimi oraz poszczególnymi plemionami i wodzami następca Taizonga, Gaozong (650 – 683), stopniowo rozciągał chińską kontrolę na terytoria niegdyś znajdujące się pod wpływami Turkutów. Agonia Zachodnich Turkutów trwała ponad ćwierć wieku. W roku 657 Helu – de facto ostatni władca kaganatu zachodniego – został uwięziony i zabrany do chińskiej stolicy, gdzie zmarł w roku 659. Rządy Helu opierały się na Dulu. Jego główny przeciwnik, jabgu Zhenzhu, który był zarazem ostatnim wodzem Nushibi, zginął w bitwie z Chińczykami w roku 659. Wraz z jego śmiercią kaganat Zachodnich Turkutów ostatecznie przestał istnieć.

### Drugi kaganat turecki

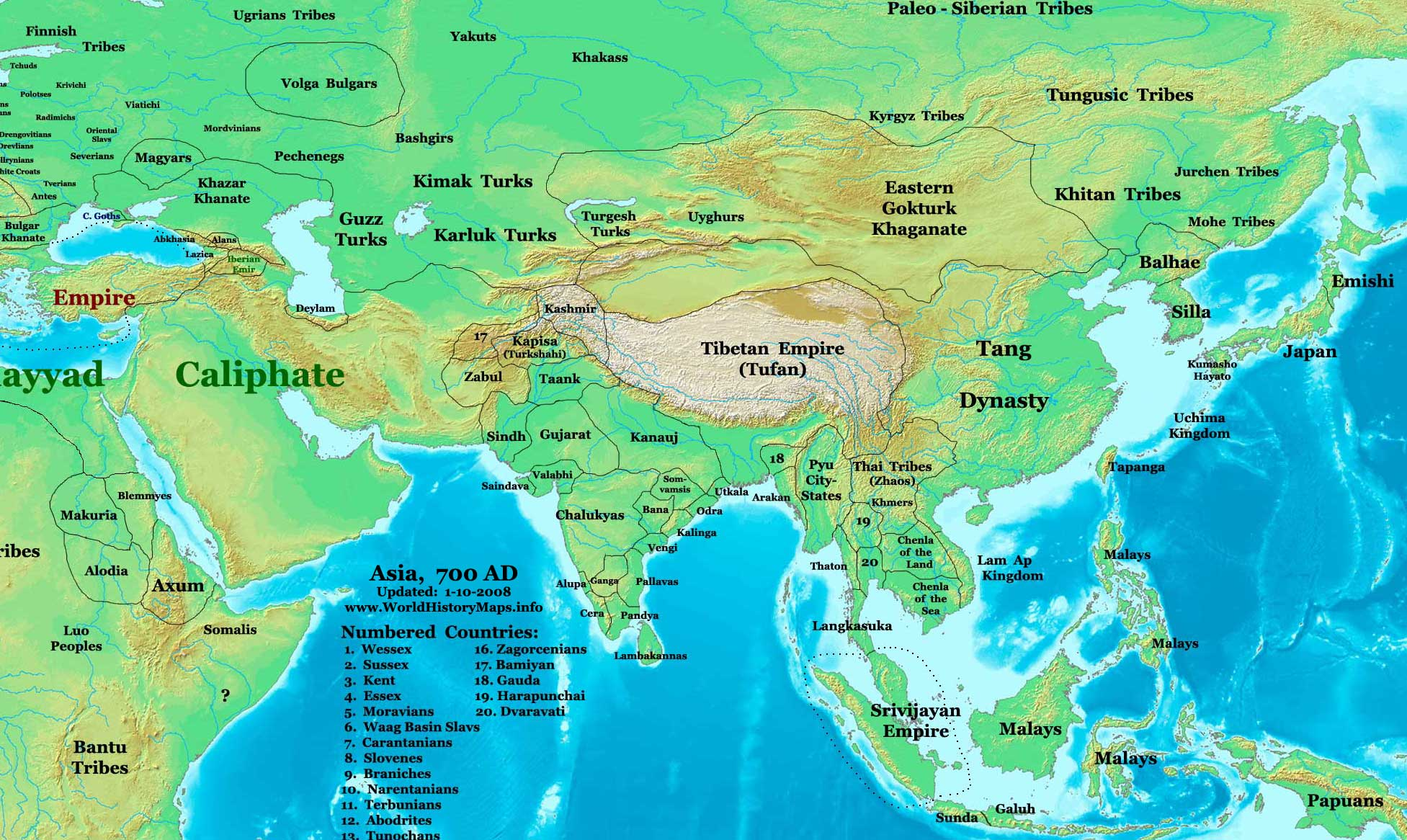
Azja około roku 700, z zaznaczonymi granicami drugiego kaganatu Turkutów (Eastern Gokturk Khaganate)

Po blisko pięćdziesięciu latach pozostawania pod chińskim protektoratem w roku 679 osiedleni w Chinach Turkuci wzniecili powstanie. Zostało ono stłumione w roku 681, ale już w roku następnym wybuchł ich kolejny bunt. Te ludowe rewolty, skierowane zarówno przeciwko Chińczykom jak i zsinizowanym turkuckim begom, przybrały zorganizowaną formę dzięki przywództwu Tonjukuka, „jednego z niewielu mężów stanu Azji Wewnętrznej (różnych od władców), których kariera jest możliwa do prześledzenia”. Tonjukuk osadził na tronie Elterisza (682 – 691), dalekiego kuzyna El-kagana. Nowy kagan wkrótce zjednoczył wokół siebie większość turkuckich plemion Mongolii. Udało mu się także podporządkować sobie Tokuz Oguzów, którzy wywodzili się z dawnej konfederacji Tiele, „polityczną podporę systemu”. Elterisz walczył także z Kirgizami znad górnego Jeniseju, On Ok i różnymi plemionami mongolskimi, jednocześnie od roku 683 urządzając niemal coroczne rajdy przeciwko Chinom.
Po jego śmierci w roku 691 władzę po nim przejął jego młodszy brat, Kapagan (691 – 716). Wykorzystując rywalizację pomiędzy cesarzową Wu Zetian, a prawowitym dziedzicem dynastii Tang Kapagan ponawiał rajdy przeciwko Chinom. Jednocześnie jednak w roku 696, działając jako ich sojusznik, pokonał on najeżdżających na cesarstwo Kitanów, dowodzonych przez Li Jinzhonga. Pozycja Kapagana w stosunku do Chin była tak silna, że wymusił on na nich oddanie w jego ręce tych Turkutów, którzy pomiędzy rokiem 670 a 673 osiedlili się w regionie Ordosu. Wydaje się jednak, że większość energii kagana była skierowana na walkę lub tworzenie krótkotrwałych sojuszy z innymi ludami Azji Wewnętrznej. Walczył on z Türgeszami znad rzeki Ili, Tokuz Oguzami i Bajyrku. Z powodu ciągłej zmiany sojuszy jest czymś faktycznie niemożliwym ustalenie, kto w danym momencie był sojusznikiem, a kto wrogiem.
Kapagan zginął w przypadkowych okolicznościach w walce z Bajyrku 22 lipca 716 roku. Po jego śmierci młodszy syn Elterisza, Köl-tegin, dokonał przewrotu, zapewniając władzę swojemu starszemu bratu Bilge (716 – 734) poprzez zabicie rodziny Kapagana.  Źródła nie pozostawiają wątpliwości, że to Köl-tegin był dynamiczniejszym z braci. Bilge uznał swój dług wobec niego i bracia współpracowali ze sobą w pełnej harmonii. Za radą Tonjukuka, Bilge w roku 721/722 zawarł pokój z Chinami i odtąd jego relacje z cesarzem Xuanzongiem (712 – 756) stały się serdeczne. Wielkim ciosem dla Bilge była śmierć jego brata na wiosnę 731 roku. Tonjukuk zmarł prawdopodobnie już w roku 725, zaś Bilge zginął otruty 25 listopada 734 roku. Jego syn i następca żył krótko i „dla dekady następującej po śmierci Bilge-kagana nie potrafimy nawet ustalić z pewnością liczby tych, którzy ogłaszali się władcami Turków”. Kaganat uległ dezintegracji, a ostateczny cios Turkutom zadało wspólne powstanie Ujgurów, Basmyłów i Karłuków w roku 742. W jego rezultacie w roku 745 „głowa ostatniego kagana Turków została przedstawiona Xuanzongowi w imieniu nowego władcy czegoś, co było imperium Turków, a teraz stało się państwem Ujgurów, jednego z plemion Tokuz Oguzów”.

## Religia i kultura
Najważniejszym źródłem dla poznania kultury Turkutów są pozostawione przez nich inskrypcje. Najstarsza z nich to inskrypcja z Bugut, odkryta w Mongolii nad prawym dopływem Selengi, powstała ok. 581 roku. Jej tekst został sporządzony w języku sogdyjskim. Znacznie większą wagę mają jednak inskrypcje z epoki drugiego kaganatu, zwłaszcza te sporządzone ku czci Tonjukuka, Köl-tegina i Bilge. Zawierają one tekst turecki, spisany stworzonym przez Turkutów na bazie pisma sogdyjskiego tzw. pismem orchońskim oraz równoległy tekst chiński. To te inskrypcje pozwalają na „ustalenie oficjalnej doktryny tureckiego państwa około 700 roku”.
Kagan jawi się w nich jako ustanowiony przez Tengri, Boga-Niebo, którego jest emanacją. Jego żona, Katun, jest z kolei emanacją Umaj, Bogini-Matki i partnerki Tengriego. Kult Umaj jest z pochodzenia mongolski, co świadczy o istnieniu komponentu mongolskiego w świecie turkuckich wierzeń religijnych. Tengri był bogiem najwyższym, źródłem władzy, a także bogiem wojska, który decydował o zwycięstwie. W piątym miesiącu każdego roku składano mu ofiary z owiec i koni. Raz w roku odprawiano także ofiary w „jaskini przodków”, które powiązane były z metalurgią. Tengri był transcendentny, lecz mogli się z nim kontaktować władcy, szamani i ptaki. Poprzez szamanów kontaktowano się także z szeregiem innych czczonych duchów. Innymi bóstwami były święta Ziemia i Woda Turkutów, Iduk Jer-Sub, które interweniowały po stronie Tengriego, oraz Od Tengri, „Bóg Czasu”. Niektórzy, chociaż nie wszyscy z Turkutów, posiadali jako totem wilka. Pewnego rodzaju kult otaczał także „święty” las Ötüken, nad brzegami  Orchonu i Selengi w północnej Mongolii, którego sama nazwa, być może, wiąże się ze słowami „prosić, modlić się”. Góra Ötüken była centrum świata i osią wszechświata, oraz idealnym miejscem pobytu kagana, który jednak w rzeczywistości wraz ze swoją świtą i namiotami przemieszczał się zależnie od zmian pór roku i operacji militarnych. Nie jesteśmy w stanie nadać precyzyjnego znaczenia poszczególnym turkuckim tytułom. Wiemy jednak że młodsi synowie lub bracia, a przynajmniej krewni kagana nosili tytuł „tegin” - „książę”, ważną rolę odgrywali także „jabgu”, który to tytuł tłumaczy się często jako „wicekról”. Poszczególnym plemionom przewodzili dziedziczni begowie lub bejowie.
Obok religii rodzimej wśród Turkutów występował też zaratusztrianizm, chrześcijaństwo, manicheizm i taoizm. Wśród religii pochodzenia obcego naprawdę znaczącą rolę odgrywał jednak jedynie buddyzm. Najważniejszym wydarzeniem w historii tej religii wśród Turkutów było nawrócenie na buddyzm przez chińskiego mnicha Huilina kagana Taspara, który rozpoczął budowę buddyjskich klasztorów i poprosił cesarza Północnej dynastii Qi o buddyjskie pisma. Pod patronatem jego i jego następcy, kagana Niwara, buddyjscy mnisi przetłumaczyli na turecki niektóre z tych pism, żadne z tych tłumaczeń nie przetrwało jednak do naszych czasów.
Turkuci odegrali trudną do przecenienia rolę w ustanowieniu ideologii władzy, instytucji i przede wszystkim oficjalnego języka przyszłych państw tureckich. Kiedy Ujgurzy ustanowili swój kaganat, przejęli oni turkucką tytulaturę, organizację i język pisany, który stał się „Ujgur Türk Tili”. Za ich pośrednictwem został on przekazany innym tureckojęzycznym ludom Azji Środkowej. Co więcej, większość z tych ludów uzyskała samoświadomość wraz z uzyskaniem swojego języka pisanego i „zaczęła być nazywana lub zaczęła nazywać sama siebie Turkami. [...] Stąd nazwa, która pierwotnie denotowała tylko konfederację plemion w Ałtaju została rozciągnięta na całą grupę językową pod wpływem języka pisanego ostatniej dynastii wschodnich Turków”.